# ساندویپ
ساندویپ (به لاتین: Sandwip) یک منطقهٔ مسکونی در بنگلادش است که در ناحیه چیتاگونگ واقع شده‌است. ساندویپ ۷۶۲٫۴۲ کیلومتر مربع مساحت و ۲۷۸٬۶۰۵ نفر جمعیت دارد.